# Deividas Gailius
Deividas Gailius (nacido el 26 de abril de 1988 en  Klaipėda, Lituania) es un jugador de baloncesto lituano que pertenece a la plantilla del BC Neptūnas Klaipėda de la Lietuvos Krepšinio Lyga. Con 2.00 metros de estatura, juega en la posición de alero.

## Trayectoria
- Laivite (2006-2007)
- BC Neptūnas Klaipėda (2007-2009)
- KK Siauliai (2009-2010)
- Virtus Pallacanestro Bologna  (2010-2012)
- BC Neptūnas Klaipėda (2012-2013)
- KK Union Olimpija (2013-2014)
- BC Neptūnas Klaipėda (2014-2015)
- Lietuvos rytas (2015-2017)
- San Pablo Inmobiliaria Burgos (2017-2018)
- Pinar Karsiyaka (2018)
- BC Neptūnas Klaipėda (2019-2020)
- Telekom Bonn (2020-2021)
- BC Neptūnas Klaipėda (2021-Act.)